# 米納勒爾斯普林斯 (印第安納州)
米納勒爾斯普林斯（英語：Mineral Springs）是位於美國印第安納州科西阿斯科縣的一個非建制地區。該地的面積和人口皆未知。